# チャリトン郡区 (アイオワ州アパヌース郡)
チャリトン郡区は、アメリカ合衆国、アイオワ州、アパヌース郡にある18の郡区の一つである。2000年の国勢調査で、人口は156人だった。

## 地理
チャリトン郡区は、60.0平方キロメートル（23.15平方マイル)で、組み込まれている自治体(incorporated settlements)は存在しない。アメリカ地質調査所によると、この郡区はAntiochとFleenorとIconiumとSalemの4つの霊園が含まれている。